# Rail&Fly (Portugal)
Rail&Fly ist ein Fahrscheinangebot der portugiesischen Staatseisenbahn Comboios de Portugal und der ebenso staatlichen Fluggesellschaft TAP Portugal.
Das im März 2014 lancierte Angebot ermöglicht es allen Fluggästen, die an den drei portugiesischen Flughäfen Lissabon, Porto oder Faro ankommen beziehungsweise abfliegen, einen zwanzigprozentigen Rabatt auf alle Fahrkarten für Fernverkehrszüge der Comboios de Portugal (Alfa Pendular, Intercidades). Der Rabatt ist nicht kombinierbar mit anderen Sonderangeboten. Fahrkarten sind jeweils für einen Tag vor dem Abflug beziehungsweise bis einen Tag nach Ankunft zu erhalten, ein Verkauf ist bis 60 Tage im Voraus möglich. Die Fahrkarten sind auf den Internetseiten der beiden Verkehrsgesellschaften sowie bei den Fernverkehrsschaltern der Comboios de Portugal erhältlich.